# Pęcz
Pęcz (deutsch: Pentsch) ist ein Ort in der Stadt- und Landgemeinde Strzelin (Strehlen) im Powiat Strzeliński (Kreis Strehlen) der Woiwodschaft Niederschlesien in Polen.

## Lage
Nachbarorte sind Piotrowice (Peterwitz) im Westen, Mikoszów (Niklasdorf) im Süden, Szczawin (Sägen) und Strzelin (Strehlen) im Osten.

## Geschichte
Territorial gehörte der Ort früher zum Herzogtum Brieg. Es wurde von den Schlesischen Piasten regiert und fiel 1675 durch Heimfall an den böhmischen Landesherrn. Vor dem Dreißigjährigen Krieg besaßen den Acker von Pentsch drei Bauern. Nach dem Ersten Schlesischen Krieg fiel Pentsch mit dem größten Teil Schlesiens an Preußen. 1783 gehörte Pentsch im Fürstentum Brieg dem Domkapitel Breslau und bestand aus einem Freigut mit 6¼ Hufen Land. Das Freigut Pentsch erwarben Ende des 18. Jahrhunderts böhmische reformierte Kolonisten und legten den Ort auf dessen Grundstücken an. 1845 zählte Pentsch 43 Häuser, 279 Einwohner (5 katholisch und der Rest evangelisch), evangelische Kirche zu Strehlen, die Böhmen hielten sich zur Pfarrkirche Hussinetz, eine evangelische Schule nur für den Ort mit einem Lehrer, katholische Kirche zu Strehlen, neun Handwerker. Pentsch gehörte bis 1945 zum Landkreis Strehlen. Der Amtsbezirk war Peterwitz.
Als Folge des Zweiten Weltkriegs fiel Pentsch mit dem größten Teil Schlesiens 1945 an Polen. Nachfolgend wurde es durch die polnische Administration in Pęcz umbenannt. Die Einwohner wurden größtenteils vertrieben. Die neu angesiedelten Bewohner stammten teilweise aus Ostpolen, das an die Sowjetunion gefallen war. Von 1975 bis 1998 gehörte das Dorf zur Woiwodschaft Breslau.